# Blomstervagga
Blomstervagga (Tradescantia spathacea) är en växtart i släktet tremastarblommor (Tradescantia) och familjen himmelsblomsväxter. Den beskrevs av Olof Swartz 1788.

## Beskrivning
Blomstervaggan har spetsigt lansettformade, oskaftade blad som bildar en tratt på stammen. Vissa sorter har variegerade blad, men bladen kan också vara helt gröna. Blommorna är små och vita, och kommer fram mellan bladen i små samlingar, omslutna av två stora högblad. Det är blommornas utseende som har gett växten dess namn, då blommorna på detta sätt ser ut att ligga i en vagga.
Växten vill ha mycket ljus, hög luftfuktighet och värme, men trivs inte i för stark sol.

## Utbredning
Blomstervaggan är en perenn växt som förekommer i vilt tillstånd i södra Mexiko och Guatemala. Den har odlats som trädgårdsväxt och krukväxt även i andra delar av världen, och har på så sätt introducerats i flera andra länder med tropiskt eller subtropiskt klimat.

## Namn
Blomstervaggans svenska trivialnamn kommer av att blommorna ser ut att ligga i en vagga. Växten har också kallats Moses i båten, tre män i en båt och penningbörs.
Släktesnamnet Tradescantia syftar på John Tradescant, som var hovträdgårdsmästare i England på 1600-talet. Artepitetet spathacea betyder 'med hölster' eller 'hölsterlik'.

## Bildgalleri

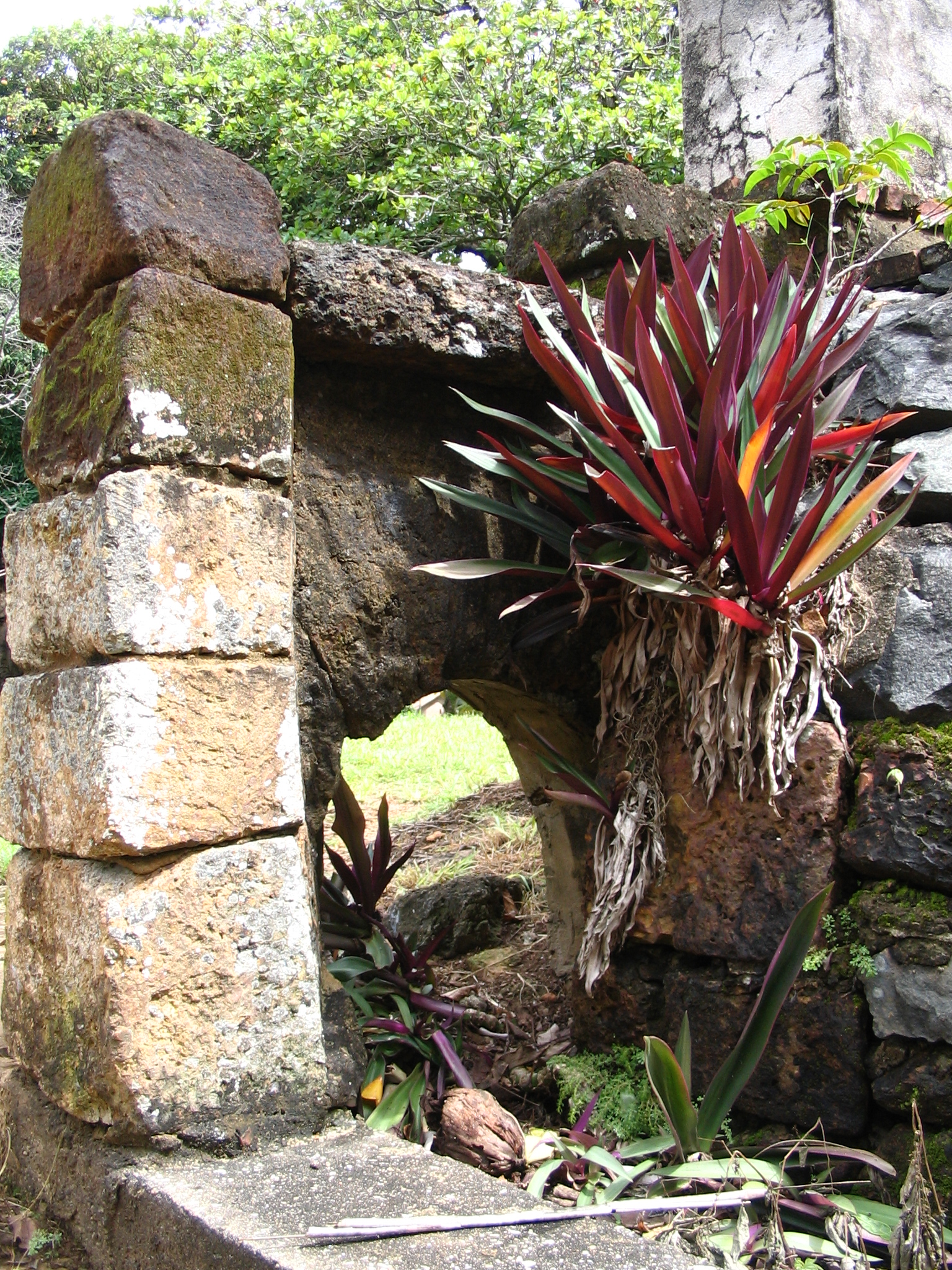
Blomstervagga i Franska Guyana.
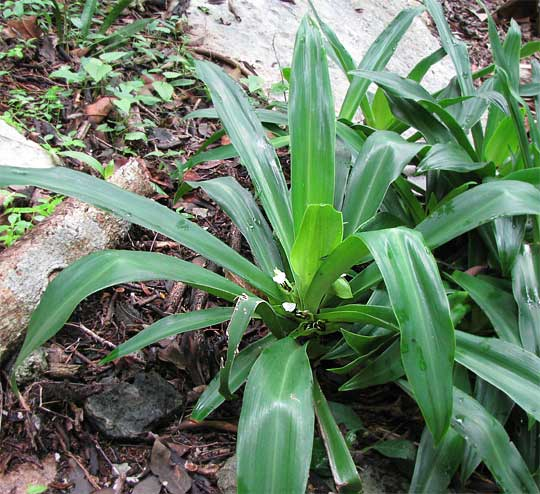
Exemplar med gröna blad, Yucatan.
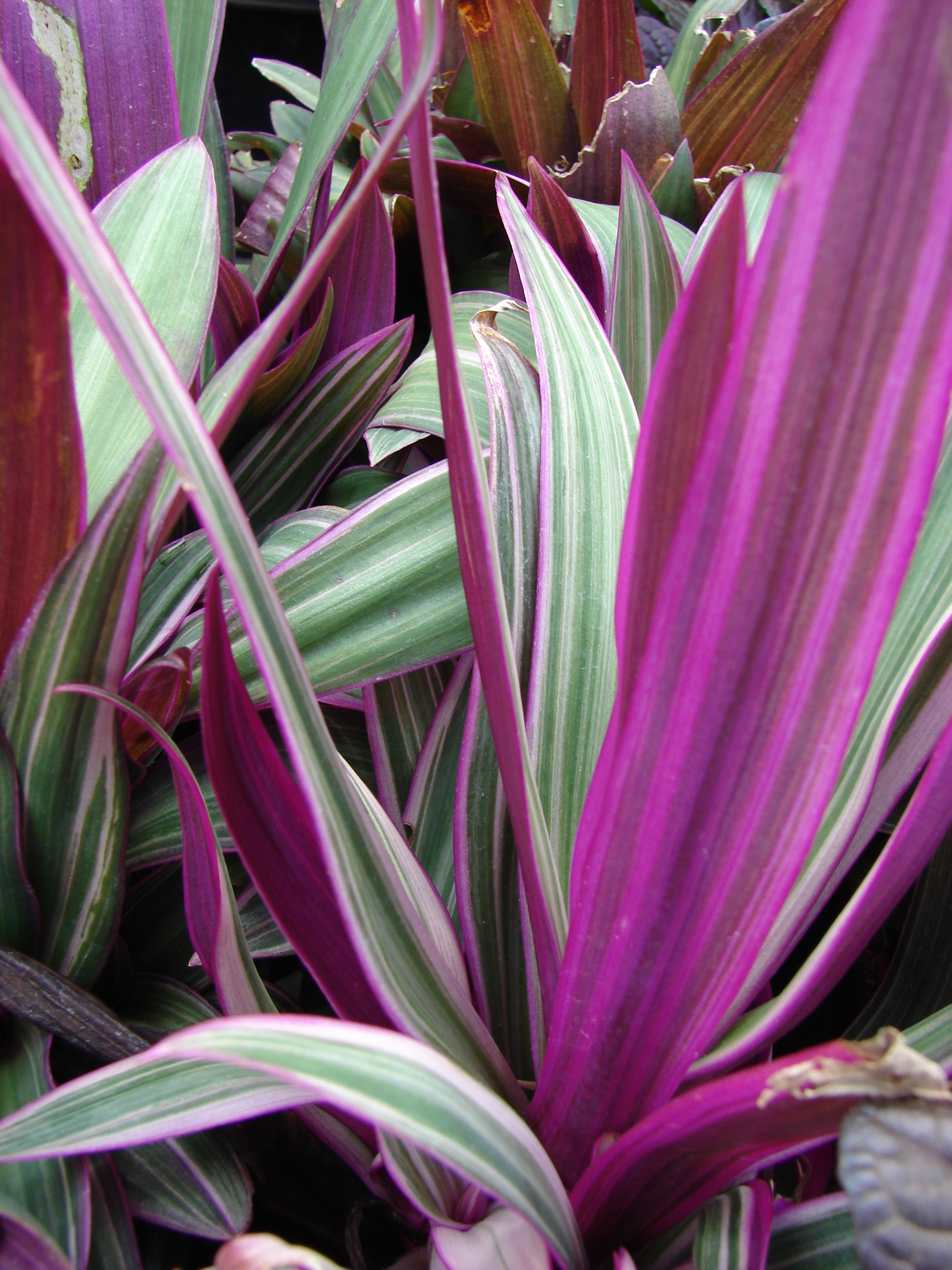
Variegerade blad med lila undersida.
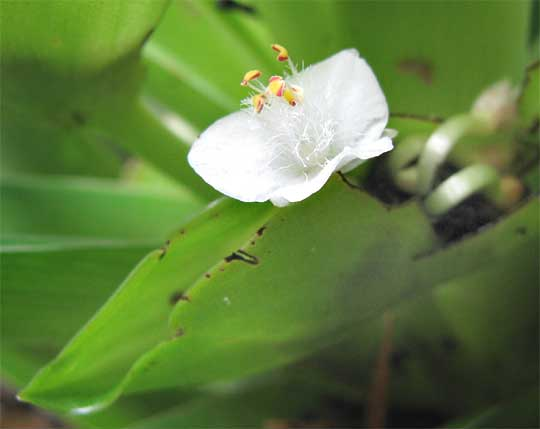
Blomma.
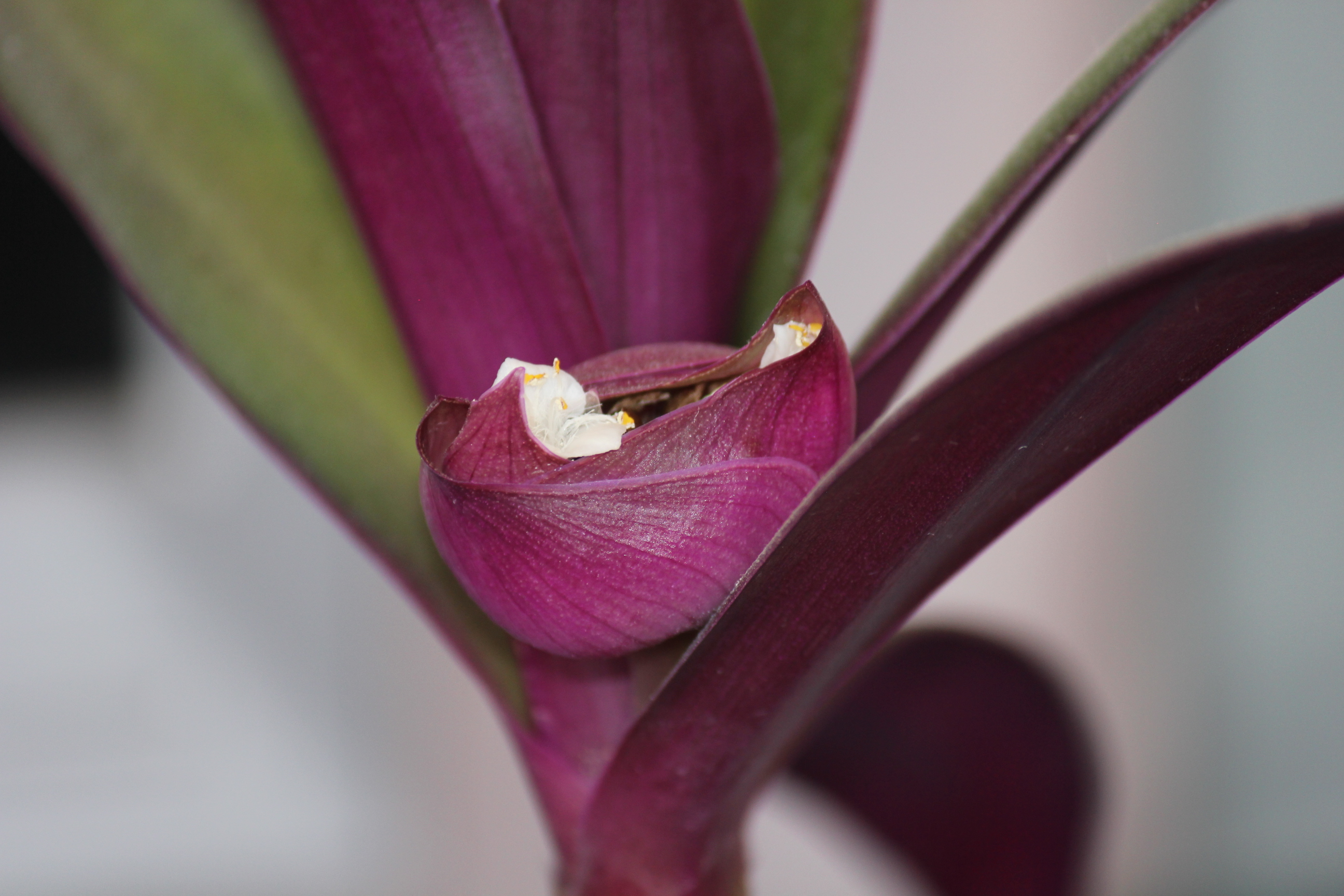
Blommans karakteristiska högblad.